# Helge Bennike
Helge Bennike (født 11. januar 1886 i København, død 8. februar 1964) var en dansk officer og modstandsmand, bror til Vagn, Holger og Ove Bennike og far til Erik Bennike.
Han var søn af oberstløjtnant H.F. Bennike (død 1920) og hustru Estrid f. Høgsbro (død 1944), blev student fra Østersøgades Gymnasium 1903, sekondløjtnant og premierløjtnant ved 6. regiment 1906 og kom til Generalstaben 1913. Samme år blev han 14. august gift med Gerda Elisabeth Berthelsen (10. april 1891 på Nislevgaard ved Otterup – 1. december 1947), datter af forpagter Hans Carl Berthelsen (død 1935) og hustru Agnes Cathinca Otterstrøm (død 1935). Parret fik tre børn: Inga Bennike (1915), Tove Bennike (1916) og Erik Bennike
(1918-1945).
Helge Bennike blev kaptajn 1918, kompagnichef i Viborg og i København, stabschef ved 1. Jydske Division i Sønderborg 1927-30, oberstløjtnant og chef for 9. bataljon i Aalborg 1930, oberst og chef for generalstabsafdelingen 1936 og chef for 4. regiment 1937. Ved besættelsen havde Helge Bennike kommandoen over 4. regiment i Roskilde, som han førte i sikkerhed i Sverige, hvorpå han vendte tilbage til Danmark i sommeren 1940. Efter Operation Safari flygtede han den 17. september 1943 atter til Sverige, hvor han indgik i Den Danske Brigade. Inden da havde han i 1942 sørget for, at våben fra Roskilde Kaserne var blevet flyttet til hemmelige depoter til brug for modstandsbevægelsen.
Efter befrielsen blev Bennike chef for 1. regiment 1945 og fik afsked fra Hæren 1948.
Bennike var desuden instruktør ved Kongens Livjægerkorps 1911-13 og ved Akademisk Skyttekorps 1916-18, chef for Dansk Spejderforbund 1922-24 og for Københavns Amts Skyttekorps 1924-27. Han var Kommandør af Dannebrog, Dannebrogsmand og bar en række udenlandske ordener.